# Friedrich Hölderlin
Johann Christian Friedrich Hölderlin, född 20 mars 1770 i Lauffen am Neckar i Württemberg, död 7 juni 1843 i Tübingen, var en tysk författare och översättare och betraktas som en av de främsta tyska romantikerna.

## Biografi
Hölderlin studerade 1788-1793 teologi och filosofi i Tübingen och Jena, tillsammans med bland andra Hegel och Friedrich von Schelling. Han fick 1795 anställning som informator hos bankiren Jakob Gontard i Frankfurt am Main. Där blev han förälskad i Jakobs hustru Susette (som av honom besjöngs under namnet "Diotima"). När Gontard upptäckt vad som pågick blev situationen ohållbar, och 1798 lämnade Hölderlin Frankfurt. Under de följande åren uppehöll han sig på olika ställen och antog 1801 en huslärarplats i Bordeaux, men återvände därifrån försommaren 1802. 
Han anlände till fots till hembygden och var psykiskt sjuk. Suzette Gontard avled vid samma tid; detta tycks Hölderlin dock inte ha vetat om före hemkomsten. Greven av Hessen-Homburg och Hölderlins vän Isaac von Sinclair beskyddade honom, och 1804 hade han nått en viss återhämtning, så att han kunde uppta en hedersanställning som bibliotekarie i Homburg. Han tycks dock ha visat återkommande tillstånd av neuros och tankeflykt, samtidigt som han under denna tid intensivt skrev på sina dikter och översättningar, vilka ofta förblev oavslutade. Det är tydligt att han ibland endast med möda var kontaktbar. 1806 drabbades han åter av akut psykisk ohälsa och kom från 1807 att tas om hand av en familj i Tübingen, hos vilka han bodde som inhysing till sin död 1843.
Friedrich Hölderlin ligger begravd på Stadtfriedhof i Tübingen.

## Verk
Hölderlin intar en egendomlig ställning mellan klassiker och romantiker; han hade de senares längtan från samtid och verklighet till en fjärran skönhetsvärld, som av honom förlades till ett av schillersk idealism skapat forntida Hellas. Romanen Hyperion är en jagroman i brevform, en lyriskt hänförd hjältedikt om skönhetstörst och frihetslängtan.
Högst nådde Hölderlin i sina melodiskt fulländade och stiliserat irreala oden, hymner och elegier, vilka vanligen har antika metriska former. I högsta grad subjektiv och fylld av svårmod blir hans dikt svårtillgänglig men sällsynt höghaltig.

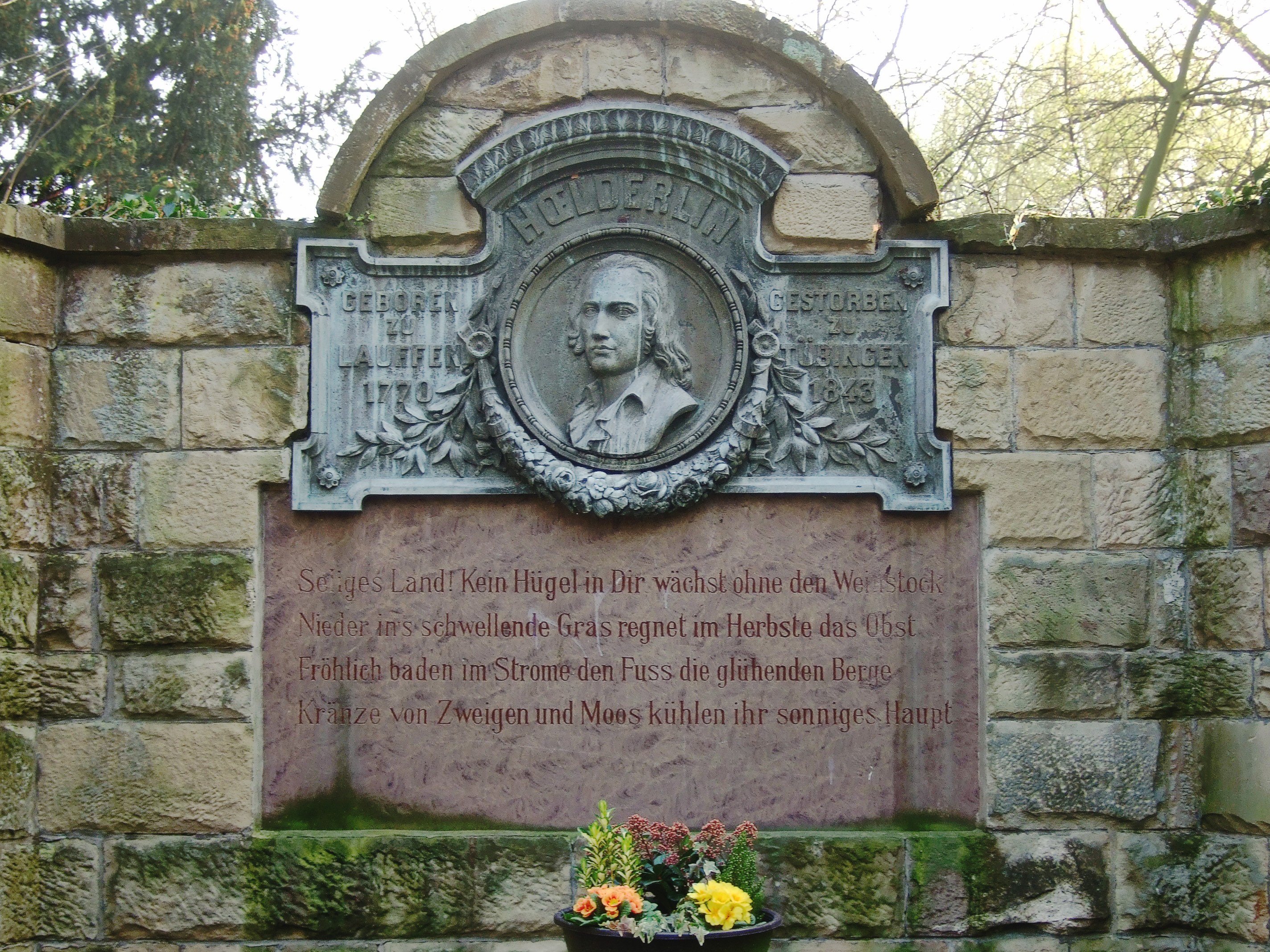
Monument över Friedrich Hölderlin i Lauffen am Neckar.

## Utgivning
Själv utgav Friedrich Hölderlin endast romanen Hyperion och ett par översättningar av Sofokles (1804); av Schwab och Uhland redigerades hans Lyrische Gedichte (1826), av Schwab Sämtliche Werke (2 band, 1846); Gesammelte Dichtungen (2 band, 1898) innehåller även Litzmanns Hölderlin-biografi. 
På 1910-talet gav Norbert von Hellingrath ut Hölderlins fragmentariska hymndiktning. 
Under ledning av Friedrich Beiβner påbörjades 1943 den så kallade Stuttgartutgåvan av hans samlade verk. "Principen har varit att för varje text försöka etablera en ursprunglig version; några texter har också publicerats i flera versioner; otaliga varianter har därefter samlats i kommentardelarna, som därtill innehåller outtömlig sakkunskap."
En utgivning efter andra principer påbörjades 1976 under ledning av D.E. Sattler: den så kallade Frankfurtutgåvan. I denna numera avslutade utgåva publiceras bland annat faksimil av Hölderlins manuskript.

### På svenska
Hyperion översattes av Gösta Oswald på 1940-talet. Denna översättning publicerades dock först 1990 i tidskriften Kris temanummer om Hölderlin (nr 39/40 1990). Detta nummer innehöll för övrigt Erik Blombergs tolkning av hymnen Patmos, vid sidan av texter om Hölderlin skrivna av Martin Heidegger, Walter Benjamin, Theodor W. Adorno och Peter Szondi. I bokform utkom Oswalds översättning av romanen Hyperion första gången 2002.
Dikter har tolkats framför allt av Erik Blomberg i Hölderlin; Ett lyriskt urval (1960) och av Aris Fioretos i Sånger (1991, 2002). Enstaka dikter har medtagits i antologier av Johannes Edfelt, Bertil Malmberg och Göran Sonnevi. Patmos, en av Hölderlins centrala hymner, finns i fem olika tolkningar av Edfelt, Malmberg, Blomberg, Fioretos samt Birger Norman. Det hittills största urvalet är Aris Fioretos nya reviderade och utvidgade utgåva Kom nu, eld! (2013).

## Tonsättningar
- Richard Barrett: Dying words (2011-2012, Mein Eigentum)
- Johannes Brahms: Schicksalslied op. 54 (1868-71) till dikt ur "Hyperion"
- Josef Matthias Hauer: Fünf Hölderlin-Lieder op. 6
- Hans Werner Henze: Kammermusik 1958 über die Hymne "In lieblicher Bläue" (1958)
- Paul Hindemith: Sex sånger efter dikter av Friedrich Hölderlin för tenor och piano (1933-35)
- Heinz Holliger: Scardanelli-Zyklus (1975–1991)
- Bruno Maderna: Hyperion. Lirica in forma di spettacolo (1964)
- Luigi Nono: Fragmente – Stille, An Diotima. Stråkkvartett (1979)
- Wolfgang Rihm: Drei Hölderlin-Gedichte (Abbitte, Hälfte des Lebens, An Zimmern) (1976-77)
- Richard Strauss: Sånger, op. 71 (Hymne an die Liebe, Rückkehr in die Heimat, Die Liebe)
- Viktor Ullmann: Hölderlin-Lieder (1943-45, Abendphantasie, Der Frühling, Wo bist du?), komponerade i Theresienstadt

## Scenisk biografi
18 september 1971 hade Peter Weiss sceniska biografi Hölderlin urpremiär på Staatstheater Stuttgart. Året efter utgavs den i svensk översättning av Norstedts.

## Utmärkelser
Asteroiden 9189 Hölderlin är uppkallad efter honom.